# 173-я воздушно-десантная бригада
173-я воздушно-десантная бригада (англ. 173rd Airborne Brigade) — тактическое соединение армии США. Бригада была создана 5 сентября 1915 года в Кэмп-Пайк (штат Арканзас) как пехотная на период Первой мировой войны в Европе. До 1947 года она входила в состав 87-й пехотной дивизии. С 1947 года 173-я воздушно-десантная бригада служит в качестве обычных воздушно-десантных сил стратегического реагирования в Европе как подразделение V корпуса Армии США. В июне 2013 года бригада перешла в прямое подчинение Европейскому командованию Армии США.

## Состав
На лето 2022 года 173-я воздушно-десантная бригада состояла из 3300 солдат в семи подчинённых батальонах, а также штабной роты:
- Штаб и штабная рота (Headquarters and Headquarters Company)
- 1-й эскадрон 91-го кавалерийского полка(1st Squadron, 91st Cavalry Regiment)[1]
- 1-й батальон 503-го пехотного полка (1st Battalion, 503rd Infantry Regiment)[1]
- 2-й батальон 503-го пехотного полка (2nd Battalion, 503rd Infantry Regiment)[1]
- 1-й батальон 143-го пехотного полка (1st Battalion, 143rd Infantry Regiment), ассоциированное подразделение Национальной гвардии Техаса и Род-Айленда)[4][5]
- 4-й дивизион 319-го артиллерийского полка (4th Battalion, 319th Field Artillery Regiment)[1][3]
- 54-й инженерный батальон (54th Brigade Engineer Battalion)[6]
- 173-й батальон поддержки бригады (173rd Support Battalion)[7]

Все эти подразделения имеют квалификацию воздушно-десантных войск, что делает 173-ю воздушно-десантную бригаду единственной отдельной воздушно-десантной бригадой в Армии Соединённых Штатов.
В августе 2016 года 1-й батальон (воздушно-десантный) 143-го пехотного полка стал частью бригады в рамках пилотной программы Associated Unit.

## История
Принимала активное участие в боевых действиях в Западной Европе во время Первой и Второй мировых войн. В ходе войны во Вьетнаме бригада в 1966 году принимала участие в операции «Кримп», за всё время войны потеряла 1533 человека убитыми и около 6000 ранеными.
Ныне 173-я воздушно десантная бригада является тактическим соединением Армии Соединённых Штатов в Европе. Входит в воздушно-десантные стратегические силы реагирования Европейского союза и базируется в итальянском городе Виченца.
26 марта 2003 года 954 солдата 173-й воздушно-десантной бригады под командованием полковника Уильяма Мейвилла провели десантирование с самолётов С-130 в Северном Ираке. После окончания основных боевых действий летом 2003 года 173-я воздушно-десантная бригада не участвовала в каких-либо серьёзных боевых действиях в Ираке, не считая отдельных стычек с иракскими повстанцами и боевиками «Талибана». Также 173-я вдбр принимала участие в операции, которая позже стало известна как «Событие под капюшоном» — арест турецких военнослужащих подразделения специального назначения, проводивших атаки против местных гражданских лиц и сотрудников правительства в северной части Ирака. Позже турецкие военные были освобождены. Бригада участвовала в операции «Молниеносный штык» в 2003 году, захватила оружие и секретные материалы, которые по утвержденияю министерства обороны США и руководства НАТО могли были быть использованы против сил коалиции. 21 февраля 2004 года бригада была возвращена в Италию. Через год была задействована в новых специальных, военных операциях НАТО.
В 2005 году 173-я воздушно-десантная бригада была развёрнута в Афганистане под командованием полковника Кевина Оуэнса, в поддержку военной операции «Несокрушимая свобода» организованной в целевой группе «Штык». Взяла под свой контроль провинции Заболь, Кандагар, Гельменд и Нимруз на юге Афганистана.
С момента возобновления её деятельности в 2000 году бригада провела пять специальных командировок на Ближнем Востоке в поддержку войны с террором. 173-я воздушно-десантная бригада принимала участие в начальной стадии вторжения войск коалиции в Ирак в ходе операции «Иракская свобода» (Iraqi Freedom) в 2003 году, и имели впоследствии ещё четыре тура в Афганистан в рамках операции «Непреходящая Свобода» (Enduring Freedom) в 2005—06, 2007—08, 2009—10, и 2012—13 годы. Бригада вернулась из своего последнего развёртывания на востоке Афганистана в начале 2013 года.
В сентябре 2014 года около 200 военнослужащих бригады приняли участие в военных учениях «Быстрый Трезубец» (Rapid Trident) возле города Львова на Западной Украине.

## Галерея

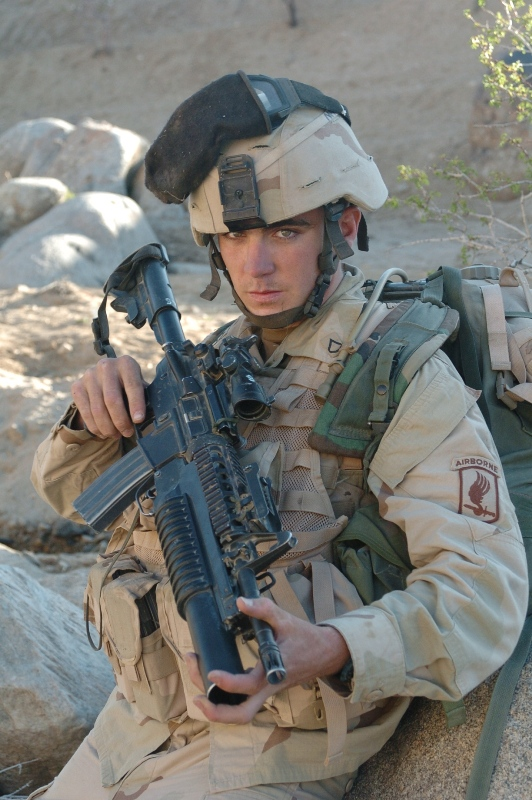
Рядовой первого класса 173-й вдбр.
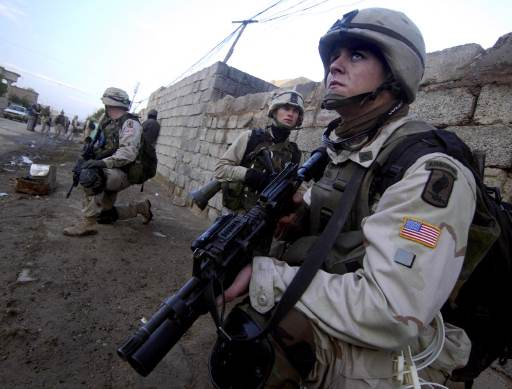
Солдаты 173-й вдбр в ходе операции «Молниеносный штык» в Ираке. 2003 год.